# باميلا بيرد
باميلا بيرد (بالإنجليزية: Pamela Baird)‏ هي ممثلة أمريكية، ولدت في 6 أبريل 1945 في مقاطعة بيكسار في الولايات المتحدة.

## وصلات خارجية
- باميلا بيرد على موقع IMDb (الإنجليزية)
- باميلا بيرد على موقع قاعدة بيانات الفيلم (الإنجليزية)